# 豆卢寔
豆卢寔（450年—609年9月7日），一名实，字天裕，京兆郡郑县（今陕西省渭南市华州区）人，祖籍河南郡洛阳县（今河南省洛阳市东），北周、隋朝官员。

## 生平
豆卢寔以承御下士为起家官，转任承御二命士。当时北周衰落，政权归于杨坚，豆卢寔归附杨坚，参与宿卫皇宫。大象二年（580年），豆卢寔出任都督，兼领亲信，追论平定北齐的战功，出任帅都督，封均阳县开国男，食邑三百户。开皇元年（581年），豆卢寔出任直后，很快兼任右亲卫。开皇四年（584年），豆卢寔出任大都督，兼领亲卫，因为直言符合隋文帝的旨意，获赐锦百段。从此豆卢寔受到的宠信逐渐优厚，获委任参与机密，少数民族使者前来朝贡，必定以豆卢寔来接待。同年冬十一月壬戌（584年12月11日），豆卢寔兼任通直散骑常侍，与兼任散骑常侍薛道衡出使南陈。因为当时隋朝想要消灭南陈，所以派出试着观察江南的情况。到了南陈之后，豆卢寔受到很好的对待，获赐给《春秋》一部，柘弓两张。返回隋朝后，豆卢寔具体的陈述了南陈的政治和军事情况，很得到隋文帝的认可，号称称职。开皇五年（585年），豆卢寔检校内史舍人。开皇九年（589年），豆卢寔出任尚书兵部侍郎。开皇十二年（592年），豆卢寔出任秦州总管府司马，因为给继母服丧而辞职离任。同年，隋文帝诏令豆卢寔起复出任秦州总管府长史，敕令豆卢寔可以便宜行事，入朝不需要上奏，又特别加仪同三司，以嘉奖豆卢寔的功绩。豆卢寔受到敕令在成州煮盐，又因为劝课农桑有成效，青泉变为白色，隋文帝赐给豆卢寔丝织品二百段以作表彰。大业元年（605年），隋炀帝经营洛阳城，招募迁徙豪族富户到洛阳，豆卢寔成功招募一万多家。大业二年（606年），豆卢寔出任黄门侍郎，同年又改任东京尚书右丞，加朝议大夫。不就，隋朝的东西二京不设置尚书省和内史省，豆卢寔仍然官职不改。大业三年（607年），豆卢寔改任右候卫护军郎将，很快改为虎贲郎将。大业五年（609年），豆卢寔跟随隋炀帝西巡，参与军事，加通议大夫。大业五年，隋炀帝要东征高句丽时，以豆卢寔出任左路第二军海冥道副将，仍然掌管禁军，在辽东因军功加金紫光禄大夫。大业五年八月四日（609年9月7日），豆卢寔在军中去世，虚岁六十。隋炀帝哀悼痛惜良久，追赠豆卢寔右候卫将军，谥号威，大业九年十月辛未朔三日癸酉（613年11月20日）归葬于河南郡河南县的邙山。

## 其他
豆卢寔担任黄门侍郎时，被称道认真细致，因为有做官的才能，受到舆论称赞，但是事迹遗失，唐朝初年的史官已经感到掌握的文献不足。

## 墓志
豆卢寔墓志出于洛阳，高71.8厘米，宽72.8厘米，三十九行，行四十字，隶书，盖题篆文“大隋故金紫光禄大夫豆卢公墓志之铭”十六字。现藏河南博物馆。

## 家庭

### 五世祖
- 卢鲁元，北魏太保、襄城公

### 祖父
- 豆卢怀德，北魏使持节、征西大将军、青齐二州刺史、豫州大中正[3]

### 父亲
- 豆卢景，北周使持节、车骑大将军、仪同三司、大都督、内外府掾、怀德县开国公、追赠义州刺史[3]

### 兄弟姐妹
- 豆卢达，隋朝殿内令、通议大夫，唐朝殿中监、大将军、光禄卫尉卿、灵寿慎公[7]

### 子女
- 豆卢弘义，隋文帝挽郎、安陆郡司功、河南郡司户书佐、右武候长史、阳翟县县令